# 毒裁者 (2016年電影)
《毒裁者》（英語：End of a Gun）是一部2016年美國動作片，由柯尼·維克斯曼（Keoni Waxman）執導並與查克·哈斯麥爾（Chuck Hustmyre）編劇，史蒂芬·席格主演兼監製。電影2016年9月23日在美國上映，其他多數國家以DVD首映發行。

## 劇情
購物中心的保安人員兼前美國緝毒局探員與一名女子麗莎交往，並教訓了毆打她的男子，之後為了200萬美元而與毒販交火。

## 演員
- 史蒂芬·席格飾演戴克（Decker）
- 小弗洛林·皮西奇（Florin Piersic Jr.）飾演蓋基（Gage）
- 潔德·艾文（Jade Ewen）飾演麗莎·杜蘭特（Lisa Durant）
- 雅各布·格羅德尼克（Jacob Grodnik）飾演崔弗（Trevor）

## 外部連結
- 互联网电影数据库（IMDb）上《毒裁者》的资料（英文）